# Calandrella
Calandrella – rodzaj ptaków z rodziny skowronków (Alaudidae).

## Rozmieszczenie geograficzne
Rodzaj obejmuje gatunki występujące w Eurazji i Afryce.

## Morfologia
Długość ciała 13–15 cm; masa ciała 20–26 g.

## Systematyka
Rodzaj zdefiniował w 1829 roku niemiecki paleontolog i przyrodnik Johann Jakob Kaup w publikacji własnego autorstwa poświęconej zarysowi historii naturalnej świata zwierząt Europy. Gatunkiem typowym jest (oznaczenie monotypowe) skowrończyk krótkopalcowy (C. brachydactyla).

### Etymologia
- Calandrella: nowołac. calandrella ‘skowroneczek’, od zdrobnienie gr. καλανδρος kalandros ‘kalandra szara’[10].
- Corypha: gr. κορυφος koruphos ‘ptak’ wspomniany przez Hezychiusza; w ornitologii zawsze kojarzony jest ze skowronkiem[11]. Gatunek typowy (oznaczenie monotypowe): Corypha baghera Hodgson, 1844 (= Emberiza bagheira Franklin, 1831 (= Alauda dukhunensis Sykes, 1832)).
- Coryphidea (Coraphidea, Corophidea): rodzaj Corypha G.R. Gray, 1840; łac. przyrostek zdrabniający -idion[12]. Gatunek typowy (oznaczenie monotypowe): Emberiza bagheira Franklin, 1831 (= Alauda dukhunensis Sykes, 1832).
- Calandritis: gr. καλανδρος kalandros ‘kalandra szara’[13].
- Tephrocorys: gr. τεφρα tephra ‘proch’; nowołac. corys ‘skowronek’, od gr. κορυδος korudos ‘dzierlatka’, od κορυς korus, κορυθος koruthos ‘hełm’[14]. Gatunek typowy (oznaczenie monotypowe): Alauda cinerea J.F. Gmelin, 1789.

### Podział systematyczny
Do rodzaju należą następujące gatunki:
- Calandrella eremica (Reichenow & N. Peters, 1932) – skowrończyk pustynny
- Calandrella blanfordi (Shelley, 1902) – skowrończyk szarawy
- Calandrella brachydactyla (Leisler, 1814) – skowrończyk krótkopalcowy
- Calandrella cinerea (J.F. Gmelin, 1789) – skowrończyk rdzawołbisty
- Calandrella acutirostris Hume, 1873 – skowrończyk tybetański
- Calandrella dukhunensis (Sykes, 1832) – skowrończyk smugowany